# Приговор (фильм, 2010)
«Приговор» (англ. Conviction, 2010) — американская драма режиссёра Тони Голдуина.

## Сюжет
Фильм основан на реальных событиях. 1983 год, Кенни Уотерса приговаривают к пожизненному сроку за убийство первой степени с особой жестокостью, на суде против него дают показания жена и бывшая подружка. Сестра Кенни, Бэтти Энн Уотерс не верит в виновность брата, и посвящает следующие 16 лет поиску оправдательных улик. Бетти и Кенни выросли в многодетной семье и были предоставлены сами себе, пройдя много испытаний ещё в раннем детстве. Брат всегда защищал сестру, сестра всегда заботилась о брате. Когда жизнь Кенни терпит полный крах, единственный, кто продолжает биться за него до конца — это его сестра. Кенни попадает в карцер, пытается покончить жизнь самоубийством, но сестра просит его держаться. Бетти специально для этого получает юридическое образование и, когда появляется возможность оспорить решение суда с помощью анализа ДНК, она прикладывает все силы для того, чтобы найти улики, официально уничтоженные спустя 10 лет после приговора.
Благодаря помощи подруги Абры Райс Бетти находит улики. Одновременно Бетти узнает о том, как один из офицеров полиции, связанных с расследованием дела, Нэнси Тейлор, была уволена за фабрикование улик по другому делу. Это придает ей уверенности в правоте. Дело возвращается на дополнительное расследование. Анализ ДНК показывает, что кровь, найденная на месте преступления, не принадлежит Кенни. Тем не менее суд считает, что первоначальных показаний свидетелей всё ещё достаточно, чтобы переквалифицировать обвинение на соучастие в убийстве. Бетти узнаёт, что показания, на основании которых брата осудили, были ложными и даны под давлением со стороны обвинения. Ей удаётся убедить бывшую невестку признать это, несмотря на угрозу сесть в тюрьму за лжесвидетельство. В итоге приговор 18-летней давности отменён и в июне 2001 года Кенни отпущен на свободу.

## В ролях
- Хилари Суонк — Бетти Энн Уотерс
- Сэм Рокуэлл — Кенни Уотерс
- Минни Драйвер — Абра Райс
- Мелисса Лео — Нэнси Тэйлор
- Питер Галлахер — Барри Шек
- Джульетт Льюис — Розанна Перри
- Марк Маколей — офицер Буассо
- Бэйли Мэдисон — Бетти Энн Уотерс в детстве'

Клеа Дюваль-Бренда Марш

## Съёмочная группа
- Режиссёр: Тони Голдуин (Tony Goldwyn)
- Сценарий: Памела Грэй (Pamela Gray)
- Продюсеры: Эндрю Шугермэн (Andrew Sugerman), Эндрю Эс. Кэрш (Andrew S. Karsch), Тони Голдуин (Tony Goldwyn)
- Исполнительные продюсеры: Хилари Суонк (Hilary Swank), Маркус Барметтлер (Markus Barmettler), Элвин Хайт Кушнер (Alwyn Hight Kushner), Джеймс Смит (James Smith), Энтони Калли (Anthony Callie), Майлс Нестел (Myles Nestel)
- Оператор: Адриано Голдман (Adriano Goldman)
- Художник-постановщик: Марк Рикер (Marj Ricker)
- Композитор: Пол Кэнтелон (Paul Cantelon)
- Монтаж: Джэй Кэссиди (Jay Cassidy)
- Художник по костюмам: Уэнди Чак (Wendy Chuck)

Производство Fox Searchlight Pictures, Omega Entertainment, Oceana Media Finance, Prescience, A Longfellow Pictures.

## Награды и номинации
- 2011 — номинация на премию «Выбор критиков» за лучшую мужскую роль второго плана (Сэм Рокуэлл)
- 2011 — номинация на премию Гильдии киноактёров США за лучшую женскую роль (Хилари Суонк)